# Micromitrium undosum
Micromitrium undosum là một loài Rêu trong họ Orthotrichaceae. Loài này được (Cardot) Broth. mô tả khoa học đầu tiên năm 1925.